# Bliksemwesp
De bliksemwesp (Dolichurus corniculus) is een vliesvleugelig insect uit de familie van de kakkerlakkendoders (Ampulicidae). De wetenschappelijke naam van de soort is voor het eerst geldig gepubliceerd in 1808 door Spinola.